# Aleksej Sobolevskij
'Aleksej Ivanovitj Sobolevskij (ryska: Алексей Иванович Соболевский), född 7 januari 1857 (gamla stilen: 26 december 1856) i Moskva, död där 24 maj 1929, var en rysk språkforskare.
Sobolevskij var professor i ryska språket och litteraturen först vid Kievs universitet och därefter vid Sankt Petersburgs universitet. Han författade Otjerki iz istorii russkago jazyka (Skisser ur det ryska språkets historia, doktorsavhandling, 1884), Lektsii po istorii russkago jazyka (1888; ny upplaga 1891), de för den slaviska fonetiken och morfologin viktiga arbetena Stati po slavjanorusskomu jazyku (1883), Zvuki tserkovno-slavjanskago jazyka (1888) och Obstje-slavjanskija izmjenija zvukov (1889) och värdefulla språkhistoriska uppsatser (varibland om den äldsta ryska litteraturen och om litauiskans och finskans inflytande på ryskan). Han utgav bland annat sju delar "Velikorusskija narodnyja pjesni" (Storryska folkvisor, 1895-1902). Han var ledamot av ryska vetenskapsakademien.